# Mokubilo
Mokubilo – wieś w Botswanie w dystrykcie Central. Według spisu ludności z 2011 roku wieś liczyła 1917 mieszkańców.